# Starzenina
Starzenina – osada leśna w Polsce położona w województwie wielkopolskim, w powiecie gnieźnieńskim, w gminie Czerniejewo.
W latach 1975–1998 miejscowość należała administracyjnie do województwa poznańskiego.